# Znaczki pocztowe Karelii
Znaczki pocztowe Karelii zostały wprowadzone do obiegu 17 lutego 1922 roku podczas antybolszewickiego powstania w Karelii trwającego od 1921 roku. Celem powstania było ustanowienie niepodległej Karelii z pomocą Finlandii, która od 1918 roku wspierała Karelię w walce o niepodległość. 
Rząd Karelii zamówił w końcu 1921 roku serię znaczków pocztowych zaprojektowanych przez fińskiego architekta Wäinö Gustava Palmqvista wydrukowanych w drukarni Oy Tilgman Ab w Helsinkach. Znaczki posiadały wartość nominalną w markach fińskich. Głównym motywem znaczków był herb Karelii zatwierdzony przez karelski sejm w Uhtua (tymczasowej stolicy Karelii), a zaprojektowany przez fińskiego malarza Akseli Gallen-Kallela. Herb Karelii przedstawiał niedźwiedzia z uniesioną maczetą, który zerwał łańcuch niewoli, z widniejącymi nad nim promieniami zorzy polarnej. Pod herbem widnieje rok 1921, kiedy planowano wprowadzenie znaczków do obiegu, nastąpiło to jednak dopiero na początku roku 1922. 
Do obiegu wprowadzono tylko jedną serię znaczków, na którą składało się 15 nominałów o wartości: 5, 10, 20, 25, 40, 50, 75 penniä i 1, 2, 3, 5, 10, 15, 20, 25 marek fińskich. Z powodu najazdu bolszewickiego i rychłego upadku państwowości karelskiej znaczki te były sprzedawane jedynie w urzędzie pocztowym w Uhtua w lutym 1922 roku  i frankowano nimi listy miejscowe oraz te wysyłane do Finlandii. 
W latach 1941-1944, kiedy wschodnia Karelia znalazła się pod wojskowym zarządem Finlandii, wydano dla jej obszarów znaczek z herbem Karelii (1943) oraz dokonywano nadruków na znaczkach fińskich: ITÄ-/KARJALA/Sot.hallinto (Wschodnia Karelia administracja wojskowa). Było to w pewnym sensie nawiązanie do tradycji pocztowych Karelii z roku 1922.

## Galeria

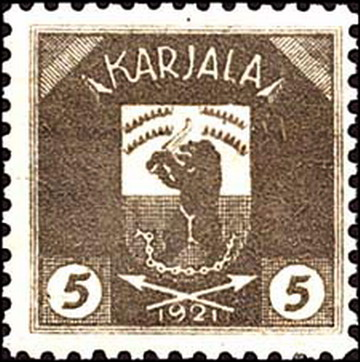
Znaczek Poczty Karelii z wydania definitywnego z herbem państwowym z 1922 roku
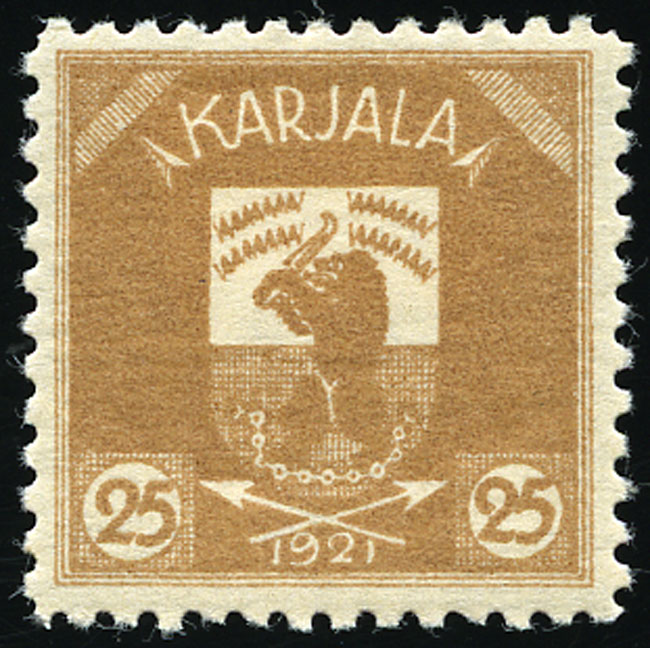
Znaczek Poczty Karelii z serii z herbem państwowym z 1922 roku
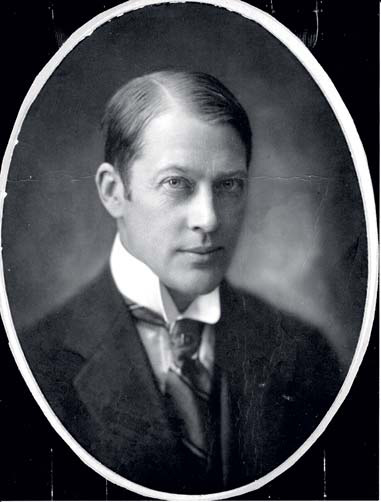
Wäinö Gustav Palmqvist, projektant znaczków Karelii
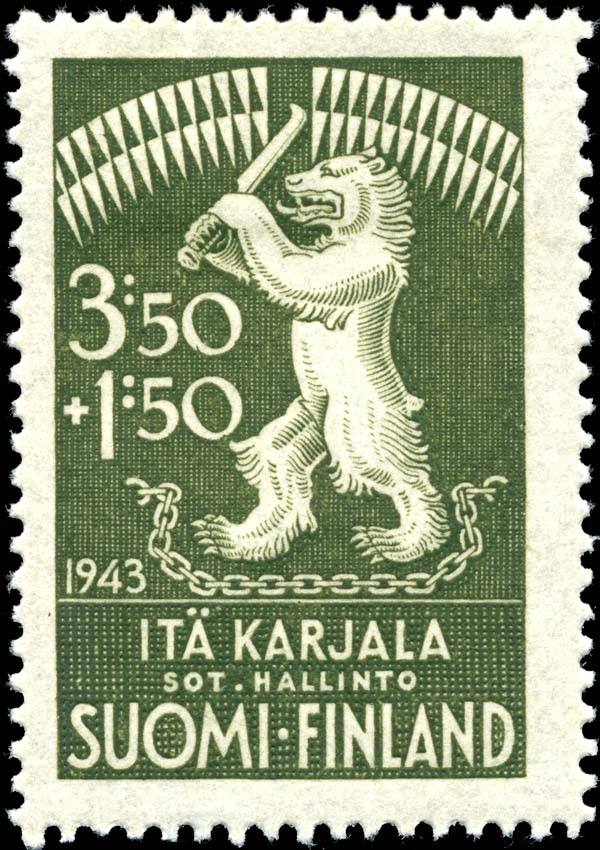
Znaczek pocztowy z herbem Karelii wydany przez fińską wojskową administrację Karelii Wschodniej w 1943 roku